# Doce tonadillas en estilo antiguo
Les Doce tonadillas en estilo antiguo conformen una col·lecció de dotze cançons per a veu i piano amb música d'Enric Granados i text de Ferran Periquet.
Es considera, juntament amb les Canciones amatorias, el cicle de cançons més important de Granados i una de les obres vocals més representatives i més interpretades del repertori espanyol.

## Estil i contingut
Aquesta obra demostra l'interès pel folklore espanyol de Granados, així com pel patrimoni històric i cultural del país, en aquest cas centrant-se en la figura de Francisco de Goya i més concretament en les seves pintures reials de Madrid.
El llenguatge musical és una imitació del llenguatge clàssic que anticipa el neoclassicisme de la dècada de 1920. N'és un exemple la cançó El majo discreto o El mirar de la maja, que contenen un baix obstinat i imiten el llenguatge guitarrístic espanyol.

### Contingut textual
Els textos que conformen el cicle de cançons de Granados són de Ferran Periquet, que també va fer el llibret de les Goyescas del mateix compositor. Cadascuna de les cançons descriu una breu història d'amor.

#### 1. Amor y odio
Pensé que yo sabría
ocultar la pena mía, 
que por estar en lo profundo
no alcanzara a ver el mundo
este amor callado
que un majo malvado
en mi alma encendió.
Y no fue así
porque él vislumbró
el pesar oculto en mí.
Pero fue en vano que vislumbrara, 
pues el villano mostró se
ajeno de que le amara.
Y ésta es la pena que sufro ahora:
sentir mi alma llena
de amor por quien me olvida
sin que una luz alentadora
surja en las sombras de mi vida.

#### 2. Callejeo
Dos horas ha que callejeo
pero no veo,
nerviosa ya, sin calma,
al que le di confiada
el alma.
No vi hombre jamás
que mintiera más que el majo
que hoy me engaña;
mas no le ha de valer
pues siempre fui mujer de maña
y, si es menester,
correré sin parar,
tras él, entera España.

#### 3. El majo discreto
Dicen que mi majo es feo.
Es posible que sí que lo sea,
que amor es deseo
que ciega y marea.
Ha tiempo que sé
que quien ama no ve.
Mas si no es mi majo un hombre
que por lindo descuelle y asombre,
en cambio es discreto
y guarda un secreto
que yo posé en él
sabiendo que es fiel.
¿Cuál es el secreto
que el majo guardó?
Sería indiscreto
contarlo yo.
No poco trabajo costara saber
secretos de un majo con una mujer.
Nació en Lavapiés.
¡Eh, ¡eh! ¡Es
un majo, un majo es!

#### 4. El majo olvidado
Cuando recuerdes los días pasados,
piensa en mí, en mí.
Cuando de flores se llene tu reja,
piensa en mí, piensa en mí.
Cuando en las noches serenas,
cante el ruiseñor,
piensa en el majo olvidado
que muere de amor.
¡Pobre del majo olvidado!
¡Qué duro sufrir, sufrir, sufrir!
Pues que la ingrata le dejó,
no quiere vivir.

#### 5. El mirar de la maja
¿Por qué es en mis ojos
tan hondo el mirar
que a fin de cortar
desdenes y enojos
los suelo entornar?
¿Qué fuego dentro llevarán
que si acaso con calor
los clavo en mi amor
sonrojo me dan?
Por eso el chispero
a quien mi alma dí
al verse ante mí
me tira el sombrero
y díceme así:
"Mi Maja, no me mires más
que tus ojos rayos son
y ardiendo en pasión
la muerte me dan."

#### 6. El majo tímido
Llega a mi reja y me mira
por la noche un majo
que, en cuanto me ve y suspira,
se va calle abajo.
¡Ay qué tío más tardío!
¡Si así se pasa la vida estoy
divertida!
[Otra vez pasa y se alejo]
y no se entusiasma
[y bajito yo le digo]
¡Adiós Don Fantasma!
¡Ay que tío más tardío!
[Si así se pasa la vida
estoy divertida.]

#### 7. El tra la la y el punteado
Es en balde, majo mío, que sigas hablando
porque hay cosas que contesto yo siempre cantando:
Tra la la...
Por más que preguntes tanto:
tra la la...
En mí no causas quebranto
ni yo he de salir de mi canto:
tra la la...

#### 8. La maja de Goya
Yo no olvidaré en mi vida
de Goya la imagen gallarda y querida.
No hay hembra ni maja o señora
que a Goya no eche de menos ahora.
So yo hallara quien me amara
como él me amó,
no envidiara ni anhelara más
venturas ni dichas yo.

#### 9. La maja dolorosa no. 1
¡Oh muerte cruel!
¿Por qué tú, a traición,
mi majo arrebataste a mi pasión?
¡No quiero vivir sin él,
porque es morir, porque es morir
así vivir!
No es posible ya
sentir más dolor:
en lágrimas desecha ya mi alma está.
¡Oh Dios, torna mi amor,
porque es morir, porque es morir
así vivir!

#### 10. La maja dolorosa no. 2
¡Ay majo de mi vida,
no, no, tú no has muerto!
¿Acaso yo existiese
si fuera eso cierto?
¡Quiero, loca, besar tu boca!
Quiero, 
segura, gozar más de tu ventura,
¡ay!, de tu ventura.
Mas, ¡ay!, deliro, sueño:
mi majo no existe.
En torno mío el mundo
lloroso está y triste.
¡A mi duelo no hallo consuelo!
Mas muerto y frío siempre el majo será mío.
¡Ay! Siempre mío.

#### 11. La maja dolorosa no. 3
De aquel majo amante
que fué mi gloria
guardo anhelante
dichosa memoria.
El me adoraba
vehemente y fiel.
Yo mi vida entera
di a él.
Y otras mil diera
si él quisiera,
que en hondos amores
martirios son las flores.
Y al recordar mi majo amado
van resurgiendo ensueños
de un tiempo pasado.
Ni en el Mentidero
ni en la Florida
majo más majo
paseó en la vida.
Bajo el chambergo
sus ojos ví
con toda el alma
puestos en mí
que a quien miraban
enamoraban,
pues no hallé en el mundo
mirar más profundo.
Y al recordar mi majo amado
van resurgiendo ensueños
de un tiempo pasado.

#### 12. Las currutacas modestas
Decid qué damiselas se ven por ahí
que luzcan así.
Al vernos a las dos no hay quien no diga:
Dios que os bendiga.
Porque hace falta ver
el invencible poder
de que goza una mujer
cerca nacida de la Moncloa o la Florida.
Pues diga usté
si en tierra alguna viose otro pie
tan requetechiquito, ¡olé!
Y pues nuestra abuela muriese tiempo ha,
toda modestia sobra ya. ¡Ja, ja!

## Enregistraments
| Intèrprets                                                        | Títol de l'enregistrament                            | Any de gravació | Format de l'enregistrament |
| ----------------------------------------------------------------- | ---------------------------------------------------- | --------------- | -------------------------- |
| Conxita Badia i Alicia de Larrocha                                | Granados: Tonadillas & Amatorias                     | 1963            |                            |
| Montserrat Caballé, Rafael Ferrer i Orquestra de Cambra de Madrid | Montserrat Caballé: Tonadillas y Canciones Amatorias | 1966            | Vinil, LP, estéreo         |
| Victòria dels Àngels i Alicia de Larrocha                         | The Concert At Hunter College                        | 1972            | Vinil, LP, estéreo         |
| Pilar Lorengar i Alicia de Larrocha                               | Granados - Tonadillas · Canciones Amatorias          | 1978            | Vinil, LP                  |
| Barbara Hendricks i Love Derwinger                                | Canciones Españolas                                  | 2006            | CD                         |